# Distrikt Tilali
Der Distrikt Tilali liegt in der Provinz Moho in der Region Puno in Südost-Peru. Der Distrikt wurde am 12. Dezember 1991 gegründet. Er besitzt eine Fläche von 51,8 km². Beim Zensus 2017 wurden 2602 Einwohner gezählt. Im Jahr 1993 betrug die Einwohnerzahl 4201, im Jahr 2007 3106. Sitz der Distriktverwaltung ist die 3840 m hoch gelegene Ortschaft Tilali mit 705 Einwohnern (Stand 2017). Tilali befindet sich 23,5 km südöstlich der Provinzhauptstadt Moho.

## Geographische Lage
Der Distrikt Tilali befindet sich im äußersten Südosten der Provinz Moho am Nordostufer des Titicacasees. Der Distrikt liegt an der Bahia Mililaya und umfasst die Halbinsel Huatasani. Der Río Patascachi durchquert den Südosten des Distrikts. Im Norden des Distrikts befinden sich die Seen Lago Ticcani und Lago Cotacollo.
Der Distrikt Tilali grenzt im Westen an den Distrikt Conima, im Norden an den Distrikt Moho sowie im Osten an das Puerto Acosta in Bolivien.